# Virgen del clavel
La Virgen del clavel  es el título de una obra del pintor renacentista italiano Leonardo da Vinci realizada hacia 1470. Se conserva en la Alte Pinakothek de Múnich. Se trata de una pintura al óleo sobre tabla que mide 62 cm de alto y 47,5 cm de ancho.
Esta obra se ha identificado con la Virgen del jarro mencionada por Vasari como propiedad del papa Clemente VII, sobrino de Lorenzo el Magnífico, en la que se representa

un jarro con algunas flores dentro, en el que, aparte de su maravilloso realismo, había imitado las gotas de agua sobre el cristal del tal modo que parecían más reales que la propia realidad
Las vidas, 1586

En esta obra está representada María, aparentemente en pie, y con un clavel en la mano con el Niño atraído por la flor y sentado sobre un cojín. El manto de María estaría apoyado sobre un balcón, con lo que parece caer lentamente, mostrando el color amarillo o casi dorado que estaba escondido. Las vestimentas de la Virgen son ricas en ornamentos (lo que recuerda a una reina), con detalles completamente minuciosos. El peinado también tiene gran detalle, recordando a los numerosos estudios para la cabeza de Leda realizados por Leonardo a lo largo de los años. 
Esta es una de las primeras obras de Leonardo en la que se nota la influencia de la pintura realista propia del taller de Verrocchio, y sobre todo el contacto con la obra de Lorenzo di Credi. La figura de la Virgen parece aflorar de la penumbra de la estancia en contraste con el luminoso paisaje que aparece en el fondo a través de dos ventanas geminadas, esto es, partidas en dos. Este magnífico paisaje, con montañas o cordilleras que parecen reflejar la luz del sol. En este paisaje se observa la utilización del color y de la perspectiva aérea propia de Leonardo.

Se observa en la tabla un craquelado que obedece a un exceso de pintura al óleo, cuajada demasiado deprisa.